# Härifrån till Kim
Härifrån till Kim är en svensk dramafilm från 1993 i regi av Lars Egler, baserad på Bernt Danielssons bok med samma namn.

## Handling
Per bor i en småstad, hans dröm är att åka till New York och spela jazz, han har även författardrömmar. För att komma bort från småstaden söker han till musikgymnasium i Stockholm fast han inte tror att han ska bli antagen. En dag kommer ett brev om att han trots allt kommit in och han flyttar dit. Där blir han förälskad i Kim, som också går på skolan.

## Om filmen
Filmen är inspelad på ett flertal platser i Stockholm under våren 1991. Den hade premiär den 20 augusti 1993 och är barntillåten. Den har även visats på TV3.
Filmen var Lars Eglers biograffilmdebut. Han hade tidigare gjort över 700 film- och TV-produktioner. Under inspelningarna blev han sjuk och avled strax efter att de hade avslutats. Det blev hans bror och filmens producent som tog över och slutförde produktionen. Inspelningsstarten var planerad till hösten 1990, men blev uppskjuten till våren 1991 på grund av brist på pengar. Dessutom försenades premiären med nästan två år med anledning av Lars Eglers död.
Filmbudgeten var på 9,2 miljoner kr.

## Rollista
- Jonas Karlsson - Per Lindell
- Aida Jerkovic - Kim Sandell
- Lis Nilheim - moster Agnes
- Kristian Almgren - Roffe
- Lena Dahlman - Pers mor
- Rolf Skoglund - Pers far
- Reuben Sallmander - Mick
- Jonas Stadling - Benkan
- Tina Leijonberg - Barbro
- Marie Richardson - syokonsulenten
- Maria Langhammer - Rosita
- Stefan Sauk - taxichauffören
- Allan Svensson - huvudläraren
- Anna-Lena Hemström - lärarvikarien
- Annika Borg - Lena
- Kerstin Ivéus - Lenas kompis
- Daniel Gustavsson - Uffe
- Brita Zetterqvist - Laila
- Magnus Roosmann - signore, den italienske servitören
- Turbo - Batman
- Carl-Lennart Fröbergh - biografvaktmästaren (ej krediterad)
- Michael Mansson - bagaren (ej krediterad)

## Musik i filmen
- På långt, långt håll, musik Bengt-Arne Wallin, text Magnus Lind, sång Anna Stadling
- Toreadorarian/Var på din vakt, toreador ur Carmen, musik Georges Bizet, svensk text Palle Block och Carl Axel Strindberg, sång Rolf Skoglund
- Day of the Eagle, musik Robin Trower
- Konsert, oboe, violin, stråkorkester, RV 548, Bb-dur, musik Antonio Vivaldi
- Tonerna, musik Carl Sjöberg, text Erik Gustaf Geijer, sång Jussi Björling
- Rekviem, K. 626, d-moll, musik Wolfgang Amadeus Mozart, sång Maria Stader, Hertha Töpper, John van Kesteren och Karl-Christian Kohn
- Brandbil, text och musik Jonas Karlsson och Jakob Julin
- Hanna, text och musik Jonas Karlsson och Jakob Julin